# Ященко Дмитро Данилович
Дмитро Данилович Ященко (? — ?) — український радянський діяч, завідувач відділу торгівлі і побутового обслуговування ЦК КПУ. Кандидат у члени ЦК КПУ в лютому 1986 — червні 1990 року.

## Життєпис
Освіта вища. Член КПРС.
Перебував на відповідальній партійній роботі.
28 липня 1981 — 19 липня 1986 року — завідувач відділу торгівлі і побутового обслуговування Львівського обласного комітету КПУ.
У 1986—1987 роках — завідувач відділу торгівлі і побутового обслуговування ЦК КПУ.
Потім — на пенсії.

## Нагороди
- ордени
- медалі